# Psilocybe quebecensis
Psilocybe quebecensis es una seta moderadamente alucinógena que contiene psilocibina y psilocina como principales componentes activos. Nativo de Quebec, es el hongo psilocibio más septentrional conocido. Macroscópicamente, se parece a Psilocybe baeocystis.

## Etimología
Nombrado así por la provincia canadiense en la que fue descubierto.

## Descripción

### Sombrero
El sombrero posee de 1-3,5 cm de diámetro. Al principio convexo para luego tornarse subcampanulado a plano cuando es maduro, viscoso y translúcido y algo estriado cuando está húmedo, higrófano, de color parduzco a pajizo, y cuando está seco de un color amarillento a blanco leche. La superficie es suave, y se puede tornar algo arrugada a medida que se desarrolla, la carne del hongo es pálida. Se tiñe fácilmente de un color azul verdoso cuando es lastimado.  

### Láminas
Las láminas son adnatas, delgadas moderadamente anchas e dilatadas en el medio. Su color es de un amarillo grisáceo con tonos verdes que tornan de un marrón oscuro en la madurez, con los bordes permaneciendo de un color blanquecino.

### Esporas
Las mismas son de un color marrón purpúreo oscuro. 

### Estipe
El estipe es de unos 2-4,5 cm de longitud por 1-2,5 mm de grosor. Uniforme, levemente sub-bulboso, de suave a estriado, quebradizo, duro y fibroso. La base posee largos y notables rizomorfos. Se torna de un color amarillento o pardo hacia la base, blanquecino cuando está seco. No posee anillo. Se amorata fácilmente de un color azul cuando es dañado. 

### Propiedades olfativas y gustativas
De sabor y olor farináceo.

### Características microscópicas
Las esporas son elipsoidales a sub-ovoidales vistas de frente o de costado. Algunas esporas poseen forma de mango. Sus dimensiones son de 8.8 — 11(16) x 6.6 — 7.7(8.8) µm. Está presente el pleurocistidio, 12 — 25(35) x (3)5 — 10(15) µm, distintivo por sus ápices turgentes como en Psilocybe cubensis y Psilocybe cyanescens. El queilocistidio de (18)22 — 36 x 5.5— 8.8(10) µm , ampolloso con un cuello extendido, 2 — 3.3 µm ancho, abundante formando una banda estéril y a veces con una gota viscosa y hialina en el ápice.

## Hábitat y distribución
De solitario a gregario, raramente cespitoso. Crece en la madera podrida, particularmente en los detritos que forman sustratos de alisos, abedules y abetos en el verano tardío y en el otoño. Encontrado en Quebec, específicamente en el valle del río Jacques-Cartier. Fructifica a una temperatura de 6°C a 15 °C desde el verano hasta fines de octubre en aquel lugar.